# Apocephalus dubitatus
Apocephalus dubitatus är en tvåvingeart som beskrevs av Borgmeier 1971. Apocephalus dubitatus ingår i släktet Apocephalus och familjen puckelflugor. Inga underarter finns listade i Catalogue of Life.